# 葛培理
葛培理（英語：William Franklin Graham Jr.，小威廉·富兰克林·格雷厄姆；1918年11月7日—2018年2月21日），又譯葛理翰，生于美国北卡罗来纳州夏洛特。其为美國基督教新教福音派佈道家，被按立为美南浸信会牧师，是第二次世界大战以后福音派教會的代表人物之一。
葛培理从1949年开始在中产阶级以及适当保守的新教徒中享有声誉。他在各地开始举行大型的户内和户外的宗教集会，并且他的讲道也在广播和电视台上播放， 其中有些讲道到今天还在重播。
在他长达60年的电视布道生涯中，葛培理主要通过主持每年的「葛培理佈道協會 」而被人们知晓。他从1947年开始举行这种布道大会，直到2005年终止并从电视布道节目退休。与此同时，从1950年到1954，葛培理也在主持他非常流行的广播节目《抉择时刻》。 葛培理反对种族隔离政策，并且他在践行自己的宗教宗旨的同时，也帮助改变了基督教基要派和福音派的观念，教导他们以一种理解的姿态去看待圣经和当代世俗观念上的同异。
葛培理经常担任多位美国总统的顾问，并且他个人和多位总统德怀特·艾森豪威尔以及理查德·尼克松关系甚为亲密。从1953年开始，葛培理坚持要把他主持的复兴大会和布道大会融合起来。在他1957年在纽约市举行的复兴大会上，他邀请了当时非裔美国人民權運動领袖马丁·路德·金前来布道。随后在1960年，当马丁·路德·金在一次示威集会被逮捕时，葛培理还帮助他从监狱里保释出来。除此之外，葛培理和另外一位电视布道家羅伯特·舒樂也是一生的至交。当时还是葛培理说动罗伯特·舒乐开始做他自己的电视布道事工。
据葛培理的同工表述，有超过三百二十万人在葛培理的布道大会上回应他的邀请，并 “接受主耶稣基督作他们生命中的救主”。据估计，到2008年为止，有多达二十二亿的人通过广播和电视节目的渠道听过葛培理的布道。葛培理通过他的布道大会将福音传给大量的听众，这些人的数目比基督教历史上任何人亲身传授福音的数目都要多。
葛培理曾多次登上蓋洛普名人列表，并在其20世纪名人列表中排名第7。葛培理从1955年开始有55次登上该名人列表，超过世界上任何人登上该列表的次数。美国宗教历史学家Grant Wacker曾评价说截至1960年中，葛培理已经成为“The Great Legitimator”。

## 生平

### 事工

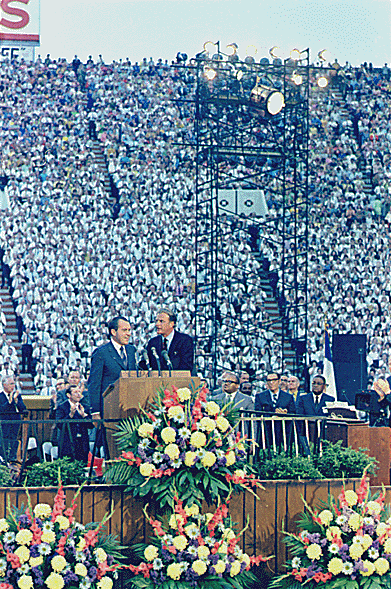
尼克森和葛培理，1970年5月28日

1918年11月7日，葛培理出生在北卡罗来纳州夏洛特鎮附近牧場的一个长老会家庭，是家中的長子，家族有蘇格蘭人和爱尔兰人的血统。少年時代的葛培理除了爱打棒球，并无过人之处。1934年9月在一次哈姆牧師（Mordecai Ham）在镇上带领的奋兴会上深受感动，决志奉献，并更换宗派加入美南浸信会。这件事改变了他的人生。
1936年5月，葛培理高中毕业后，进入田納西州的鲍勃琼斯学院（今鮑勃瓊斯大學）就讀，因不适应那里严格的基要派气氛，1937年转入佛罗里达圣经学院（今佛羅里達三一學院），1939年，葛培理被按立为美南浸信会牧师。随后又进入伊利诺伊州惠頓學院进修，攻讀人類學。
1943年8月13日，他与因太平洋战争回国的宣教士的女兒鍾路得（Ruth McCue Bell，1920年—2007年）结婚。钟路得在中國江蘇清江浦（今淮安）出生、长大，父親钟仁溥（鍾愛華，Nelson Bell，1894年—1973年）是美南长老会著名的传教医生，在清江浦主持该会全球最大的教会医院仁慈医院。
在惠顿期间，葛培理受好莱坞第一长老会教堂的Henrietta Mears 的影响，相信聖經是神的话，完全无误。但葛牧師靈魂裡覺得連馬丁·路德牧師、耶稣的門徒聖彼得也不感覺得聖經完全無誤，所以他也忍耐了很多時間承受了主的管教才服從。
婚後，夫婦二人曾短暫在芝加哥附近的西泉鎮牧會，并结识了加拿大裔著名歌唱家薛伯利，終身合作佈道的重要夥伴。1948年—1952年，葛培理任明尼蘇達西北學院校长。
葛培理从惠顿毕业后参加了青年歸主協會。他作为福音布道士走遍了美国和欧洲，1949年9月，葛培理组成布道团，在洛杉矶举行布道会，引起轰动，原定3周，结果延到8周。带动了全国布道会的热潮。1950年，成立「葛培理佈道協會」（The Billy Graham Evangelistic Association，BGEA），总部起初在明尼阿波利斯，后来搬到夏洛特。此後由他主領之佈道會均統稱為「葛培理佈道大會」（The Billy Graham Crusade）。1954年他在伦敦的布道会持续了12週，1957年，在纽约麥迪遜廣場公園举行的布道会持续了16周。1956年1月，遠赴印度南部喀拉拉邦佈道，同样大受歡迎。至1990年代初，估計全球（在美國境外）共有超過一億一千萬人次親身出席參加過他的佈道會，葛氏的足跡幾乎遍及世界各大重點城市，衝破了種族、文化和政治的障礙，而他亦曾三度於香港銅鑼灣的香港大球場舉行佈道會。
1959年，他带领了澳大利亚历史上最成功的布道会，带动了當地福音派教会增长，建立了许多新教堂，组成许多家庭圣经小组，持续了35年。参加人数最多的一次是1970年代在南韓首爾，当时有一百万人出席，這使當地福音派教会增长，亦使基督教成為南韓的主要宗教之一。
葛培理自杜魯門总统以來担任总统的顧問牧师，众多总统中，他与尼克森总统关系最密切，他于1994年主持尼克松总统夫人的丧礼和尼克松总统的葬礼。2004年6月11日他因病未能出席雷根总统的葬礼。
2005年6月24至26日，87岁的葛培理在纽约的法拉盛草地公园主领了最后一场布道会，超过廿四万二千人出席。
葛培理通过电视、广播、电影和网络接触的听众比历史上任何人都多，超过2亿人，分布于185个国家。

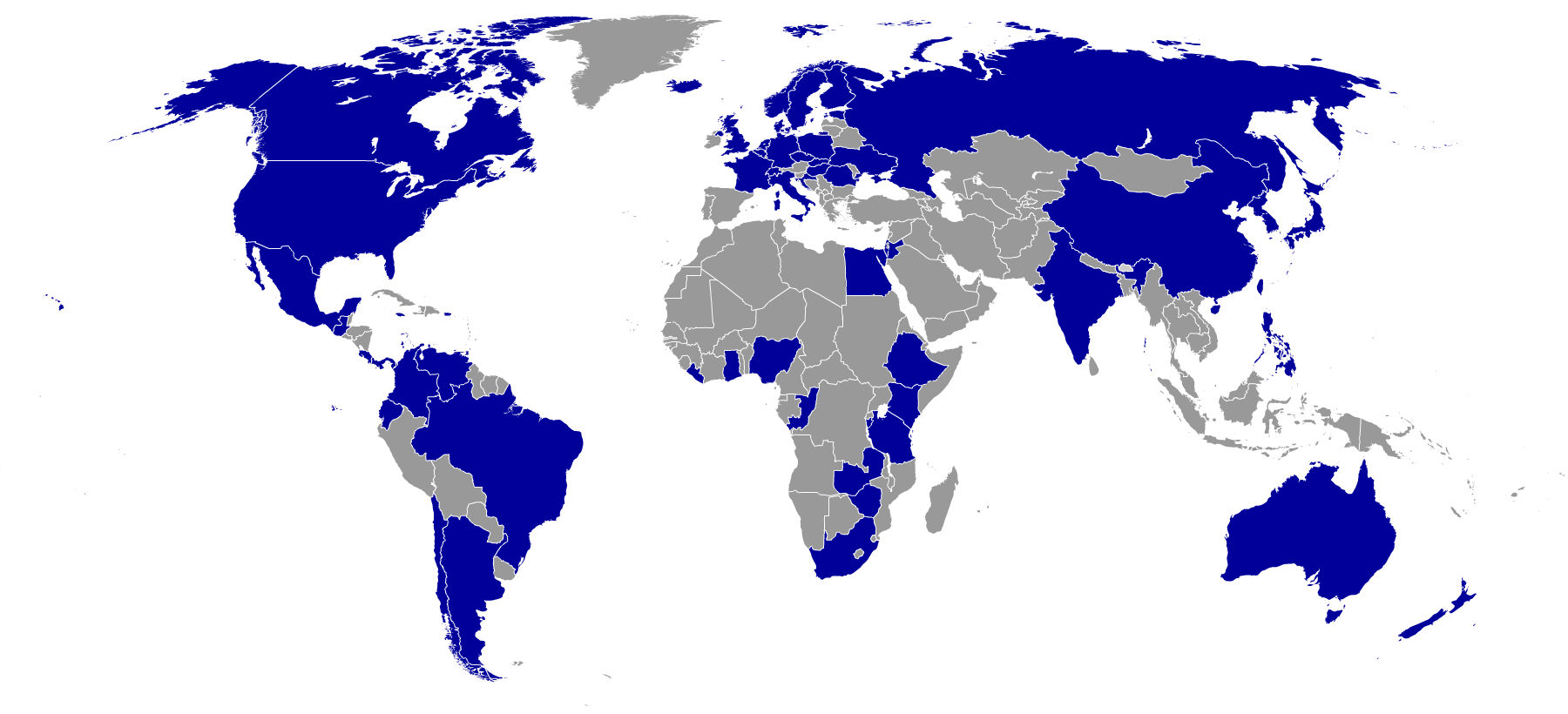
比利·格雷厄姆宣讲的国家

2013年葛培理佈道協會為該協會舉行了十年的全美佈道活動「我和葛培理的希望」（My Hope with Billy Graham）進行了一次的大型策畫，除了對全美及加拿大舉辦多場佈道會外， 他們以一整年的時間拍攝製作了一部葛培理最後一場演講的影片作為此企畫的結尾，而該影片則於葛培里95歲大壽的他本人亦有登場的生日會上播放分享。 
葛培理佈道協會的事工包括:
- 抉择时刻，超过50年的全世界每周广播节目

此外，葛氏还創辦了Gordon-Conwell神學院。
葛培理患有脑积水、柏金逊病和前列腺癌。因為健康的關係，2008年後早已淡出傳道，由兒子葛福臨接替其工作。葛培理於2018年2月21日於美国北卡罗来纳州蒙特里特家中逝世，享耆壽99歲。

## 著作
葛培理写过24本书，许多已经翻译成超过30种语言:
- 与神和好 （Peace with God，1953) 中译增訂本名为《人啊，你往何处去？》
- 喜乐的秘诀 (The Secret of Happiness，1955)
- 我的回答 (My Answer ，1960)
- 漫天烽火在黎明 (World Aflame，1965)
- 挑战 (The Challenge，1969)
- 耶稣的世代 (The Jesus Generation ，1971)
- 天使: 上帝的秘密代理人 (Angels: God's Secret Agents，1975)
- 如何重生 (How to Be Born Again ，1977)
- 圣灵 (1978)
- 浩劫前夕：苦難的透視 (Till Armageddon，1981)直译：直到哈米吉多顿
- 蹄声渐近 (Approaching Hoppfbeats，1983)
- 面对死亡和来生 (Facing Death and the Life After ，1987)
- 怎么办？ （Answers to Life's Problem, 1988）
- 困扰心灵的希望 (Hope for the Troubled Heart ，1991)
- 暴风雨的警告 (Storm Warning，1992)
- 自传照我本相或我就是我（Just as I am，1997）
- ′′這份愛，是為了你′′ （God's Love for You: Hope and Encouragement for Life，2007/2014）

## 获奖和荣誉
- 1996年，葛培理获得國會金質獎章。
- 1982年获鄧普頓獎。
- 1983年获里根总统自由勋章。
- 2001年12月，他获得获英国爵士勋衔，為他對国际贡献和超过60年宗教生活。

## 政治立場
葛培理是民主黨人，然而在1952年，他曾支持共和黨的艾森豪將軍競選總統。他反對约翰·肯尼迪1960年競選總統，原因在於他的天主教信仰。他和共和黨的尼克森總統關係密切，兩人建立私人友誼。尼克森因水門事件下台後，葛培理此後減少就政治表態。不過，他與每一位美國總統均建立私人友誼。在早年已對傳媒表示，他希望在整個事奉路上，一直抱持對政治中立的態度，以及無黨派立場，無論誰當美國總統也會支持。這與其子葛福臨立場親共和黨的立場不同。

## 引用
- “我有一个信息：耶稣基督来；死于十字架；又复活了。他要我们为罪悔改并用信心接受祂作主和救主，如果我们这样做了，所有我们的罪都被赦免。”

## 傳記
- M. Frady：《葛培理：美国正义的寓言》（Billy Graham: A Parable of American Righteousness，1979）；
- W. Martin：《荣耀的先知》（A Prophet with Honor，1991）
- 英國，蒲樂克（John Pollock）：《葛培理傳：世紀佈道家的故事》（The Billy Graham Story）
- 葛培理夫人路得：《朝圣者的足迹：葛路得的生活和所爱的人》（Footprints of a Pilgrim: The Life and Lovers of Ruth Bell Graham，2001）。

## 后代
葛培理夫妇有3个女儿和2个儿子，20个孙子女和25个曾孙子女。长子葛福臨（Franklin Graham）和次子葛纳德（Ned Graham）。

## 影視媒體形象
- 《永不屈服：救贖之路（英语：Unbroken: Path to Redemption）》：2018年電影，葛培理由其孫子葛威爾（英语：Will Graham (evangelist)）飾演。
- 《王冠》：Netflix電視劇，保羅·斯帕克斯於第二季第六集中飾演葛培理。
- 《比利的早年生涯（英语：Billy: The Early Years）》：2008年電影，由艾米·漢默飾演。